# Katarzyna Świostek
Katarzyna Świostek (ur. 16 września 1987) – polska lekkoatletka specjalizująca się w biegu na 100 metrów przez płotki.
Zawodniczka AZS-AWF Warszawa. Brązowa medalistka mistrzostw Polski w biegu na 100 metrów przez płotki w 2014 oraz dwukrotna medalistka halowych mistrzostw Polski w biegu na 60 metrów przez płotki: srebrna w 2013 oraz brązowa w 2014. 
Rekord życiowy w biegu na 100 metrów przez płotki: 13,57 (2013).